# Stewart Historical Museum

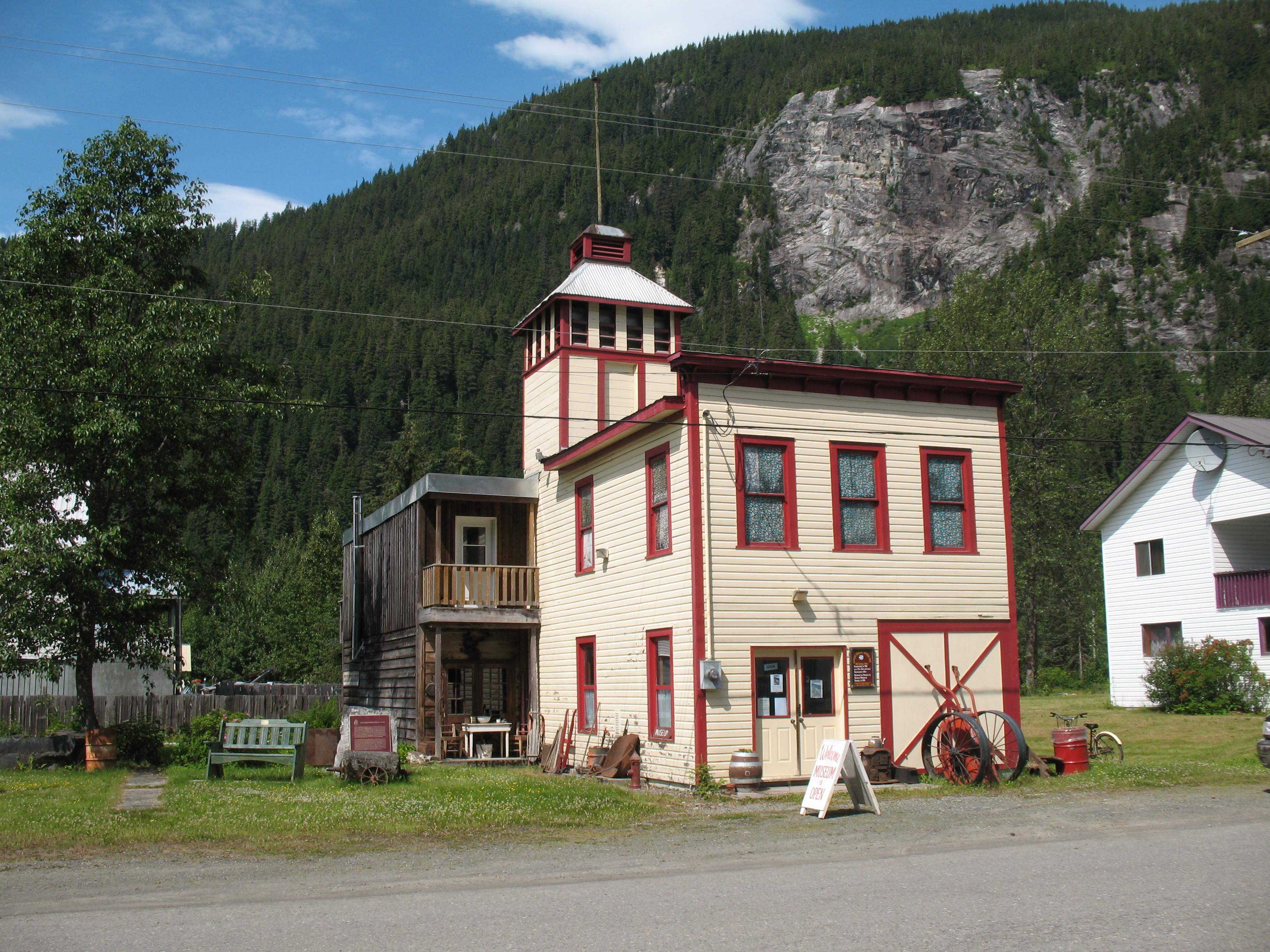
Das Historische Museum in Stewart an der Grenze zwischen British Columbia und Alaska, H.-J. Hübner 2009

Das Stewart Historical Museum ist ein historisches Museum in Stewart, einem Ort, der in der kanadischen Provinz British Columbia nahe an der Grenze zu Alaska liegt. Das Museum besteht seit 1976 und befindet sich in der 603 Columbia Street. Es ist nur von Mai bis September geöffnet und widmet sich der Geschichte der Region.

## Schwerpunkte
Das Museum sammelt Artefakte und Archivalien mit dem Schwerpunkt Stewart, deckt aber auch den eng verbundenen Nachbarort Hyder ab, der bereits in Alaska liegt, jedoch nur von Stewart aus über Land zu erreichen ist. Die in der Region bedeutende Rohstoffindustrie, insbesondere der Silberbergbau, bilden einen weiteren Schwerpunkt. Hinzu kommen Relikte der Filmindustrie, da hier zahlreiche Filme gedreht wurden.
Der Ort selbst wird inzwischen vom Museum als erweiterter Ausstellungsraum betrachtet und daher bietet die historische Gesellschaft einen Rundgang (Walking Tour) zu den historischen Gebäuden und Häusern an.
Stewart entstand ab den 1890er Jahren und erhielt seinen Namen 1905 von den Gründern, den schottischen Brüdern John und Robert Stewart. Während des Klondike-Goldrauschs hatte der Ort bis zu 10.000 Einwohner, eine Zahl, die bis zum Ersten Weltkrieg auf weniger als 20 einbrach. Die Hauptminen waren Premier Gold, Big Missouri und Granduc Copper. Bis 1974 besaß der Ort keine Straßenverbindung.
Weniger dramatisch verlief die Entwicklung des benachbarten Hyder, das auf US-Territorium liegt. Der Ort wurde 1914 nach Frederick Hyder, einem kanadischen Ingenieur benannt. Dort blühte zwischen 1920 und 1952 die Riverside Mine, wo Gold, Silber, Kupfer, Blei und Zink abgebaut wurden.

## Geschichte
Das Museum wurde am 3. Juli 1976 von der ein Jahr zuvor gegründeten Stewart Historical Society eröffnet. Das Gebäude, 1910 errichtet, war von den 1920er bis zu den 1950er Jahren das Amtsgebäude des Bürgermeisters, dann bis 1972 das Gebäude der örtlichen Feuerwehr gewesen.

## Belege
1. ↑  Stewart Historical Museum.

Koordinaten: 55° 56′ 13,8″ N, 129° 59′ 33,4″ W